# سیلن بادکنکی
سیلن بادکنکی (نام علمی: Silene vulgaris) از گونه‌های گیاهی از سرده سیلن از خانواده میخکیان صورتی است. این گیاه بومی اروپا است و در بعضی جاهای آن خورده می‌شود، در آمریکای شمالی هم به‌طور گسترده‌ای می‌روید ولی علف هرز شمرده می‌شود.

## در تغذیه
شاخه‌های جوان و برگ‌های این گیاه ممکن است در تعدادی از کشورهای ناحیه مدیترانه به عنوان غذا مورد استفاده قرار گیرد. برگ‌های نازک و لطیف‌تر ممکن است به صورت خام و در سالاد خورده شوند. معمولاً برگ‌های پیرتر به صورت آب‌پز، یا سرخ‌شده یا تفت داده‌شده و به همراه سیر یا در املت خورده می‌شود.

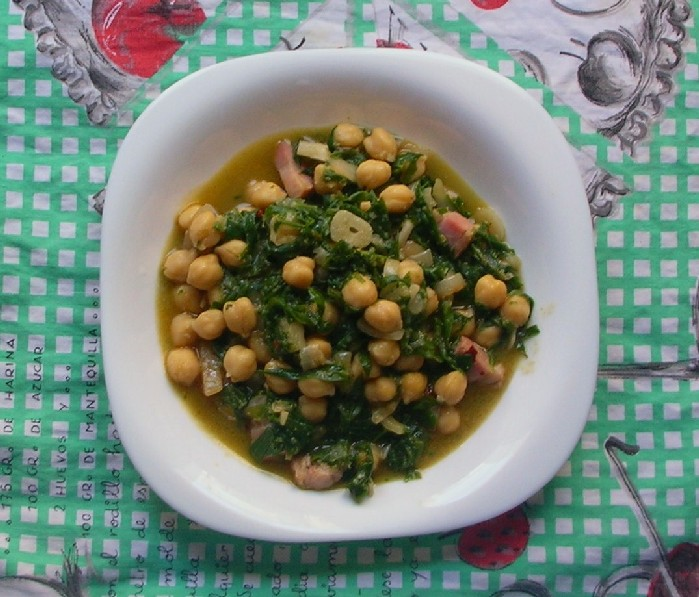
آشپزی مانچویی، خورشت نخود و سیلن بادکنکی

### کرت و قبرس
در کرت آن را Αγριοπάπουλα می‌نامند و افراد محلی شاخه‌های جوان و برگ‌های آن را تا حد قهوه‌ای شدن در روغن زیتون سرخ کرده و می‌خورند.
در قبرس به‌طور وسیعی خورده می‌شود، و مصرف آن چنان زیاد است که از سال‌ها پیش اقدام به کاشت و فروش آن در مغازه‌ها به صورت دسته‌ای کرده‌اند. دو نام قبرسی رایج آن Tsakrostoukkia و Strouthouthkia هستند. (στρουθούθκια)

### ایتالیا
در ایتالیا ممکن است از برگ‌های این گیاه در ریزوتو استفاده کنند. این گیاه عموماً با نام sculpit یا stridolo یا نام علمی کامل Silene inflata، و در بعضی از نواحی مانند ونتو با نام sciopentin و، در فریولی با نام nenkuz شناخته می‌شوند.

### اسپانیا (لا مانچا)
پیشتر در لا مانچا از نواحی اسپانیا برگ‌های سیلن بادکنکی به عنوان سبزی استفاده می‌شد. افرادی که با نام collejeros شناخته می‌شدند از این گیاهان ترشی درست کرده و آن‌ها را می‌فروختند. برگ‌های این گیاه کوچک و باریک هستند بنابراین برای بدست آوردن مقدار قابل توجه گیاهان زیادی لازم بودند.
در لا مانچا از برگ‌های سیلن بادکنکی که با نام محلی "collejas" نامیده می‌شوند معمولاً برای درست کردن غذایی که gazpacho viudo استفاده می‌شود. حقیقت این است که این غذا معمولاً در زمان کمبود گوشت و برگ‌ها در مواقع اضطراری و کمبود غذایی، به عنوان جانشینی برای مواد ضروری استفاده می‌شود. در اسپانیا برنج، نخود و خاگینه از دیگر غذاهایی هستند که هنگام تهیه آن‌ها از این برگ‌ها استفاده می‌شود.